# 山内氏勝
山内 氏勝（やまのうち うじかつ）は、戦国時代から江戸時代初期にかけての武将。蘆名氏の家臣。陸奥国中丸城主。奥州（会津）山内氏15代当主。

## 出自
奥州（会津）山内氏は陸奥会津郡伊北郷を支配した国人。代々黒川城主・蘆名氏に臣従していた。

## 略歴
天文7年（1538年）、山内舜通の嫡男として誕生。
天正17年（1589年）の摺上原の戦いで蘆名氏は伊達政宗に滅ぼされるが、氏勝は居城・中丸城、その落城後は水久保城に拠り、政宗に抵抗を続けた。その間、豊臣秀吉の意を受けた石田三成や上杉景勝の助勢もあり、ついには翌年の奥州仕置までに水久保城を持ちこたえることができた。しかし戦後の奥州仕置によって旧蘆名領は全て蒲生氏郷に与えられるという裁定がなされたため、結果として所領を失うことになった。政宗との交戦中、三成から本領を安堵するので秀吉が会津に攻め入るまで政宗との戦いを継続せよという旨の書状が氏勝へ送られたが、結局は反故にされた。
所領没収後は出家し、俊勝と号した。50余名の家族・家臣とともに越後国下田郷（現在の新潟県三条市下田地区）に逃れ、家臣たちと当地で農業などをして生計を立てていたと伝えられる。
慶長13年（1608年）、死去。出家して禅僧だったため下田郷にある上大浦三大寺で葬儀が行われ、墓は真言宗である同地区の延命寺に立てられた。また、現在でも下田郷地区にはかつて山内家の家臣であったことを言い伝える家が多い。

## 系譜
- 父：山内舜通 - 兵部大輔
  - 叔父：山内俊政[1]
  - 叔父：山内俊範 - 豊前守
  - 叔父：山内氏基
  - 叔父：山内俊甫 - 次良左衛門[1]
  - 叔父：山内氏重 - 左近、本名下野守の養子[1]
  - 叔父：性蓮 - 法師、幼名：竹千代[1]
  - 叔母：上杉信俊（信濃守、砂子原領主）室[1]
- 母：不詳
  - 次弟：山内豊政 - 左京進[1]
  - 姉妹：川原田治部少輔（河原田盛政?）室[1]
  - 弟：山内宗氏 - 右馬助、兄・氏勝が越後に移ると江戸に出る[1]
  - 弟：山内氏隆 - 信濃守、天正18年江戸に出る、山村十郎左衛門を名乗り500石を領した[1]
  - 弟：山内氏清 - 横田式部少輔、横田清左衛門と名を改める[1]
- 妻：不詳
  - 次男：横田氏重 - 九郎三郎、江戸に出で横田姓を名乗る、横田大学、伝翁宗心大禅定門[4]
  - 男子：山内氏寿

子孫にTRFのSAMがいる。
山内氏勝-横田氏重-氏澄-氏秀-氏清-氏純-氏昭-玄庵…五郎-丸山正-正義-SAM